# Tlatelolco (altepetl)
Tlatelolco (nahuatl: Tlatelōlco, tɬateˈloːɬko), chiamata a volte anche Xaltelolco, fu un altepetl precolombiano Nahua situato nella valle del Messico. I suoi abitanti erano noti come Tlatelolca. I Tlatelolca erano una parte del gruppo etnico dei Mexica, un popolo di lingua nahuatl giunto in Messico centrale nel XIII secolo. Si insediarono su un'isola del lago di Texcoco, dove fondarono la propria città nella parte settentrionale. L'altro gruppo Mexica, i Tenochca, fondarono Tenochtitlán nella parte meridionale. Questa città era molto legata alla sua città gemella, strettamente dipendente dal mercato di Tlatelolco, la più importante area commerciale della regione.
Il sito archeologico di Tlatelolco è uno scavo situato a Città del Messico, dove sono stati trovati i resti dell'antica città-stato di Tlatelolco. Aveva il suo centro in quella che oggi è  la Piazza delle tre culture: un quadrato circondato su tre lati dagli scavi di un sito azteco, da una chiesa del XVII secolo chiamata Templo de Santiago e dal moderno complesso degli uffici del ministero degli esteri messicano. Nel febbraio 2009 gli archeologi annunciarono la scoperta di una fossa comune con 49 corpi umani. La tomba viene considerata particolare dato che i corpi erano vestiti con abiti rituali.

## Storia

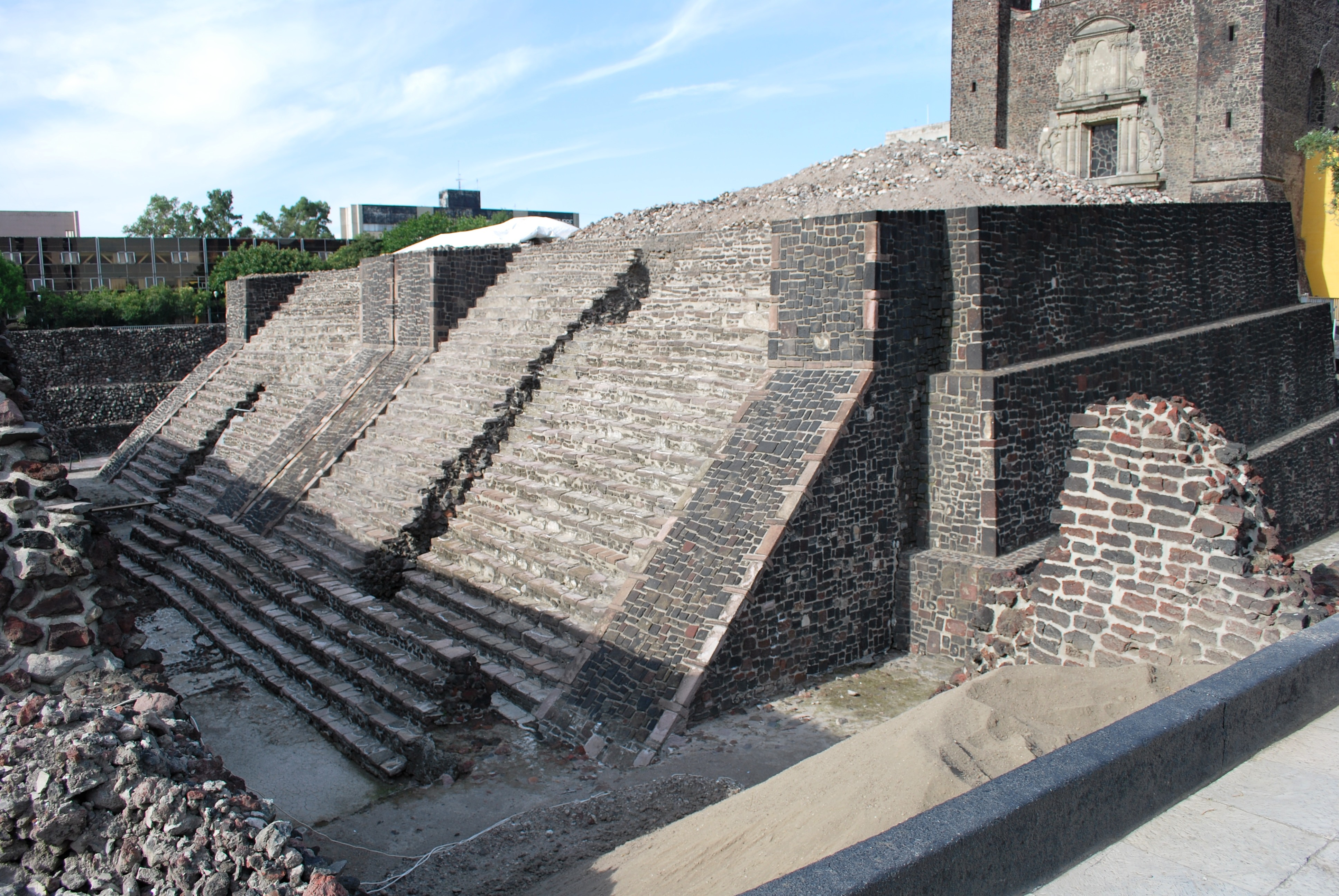
I resti del tempio principale (Tlatelolco pre-coloniale)

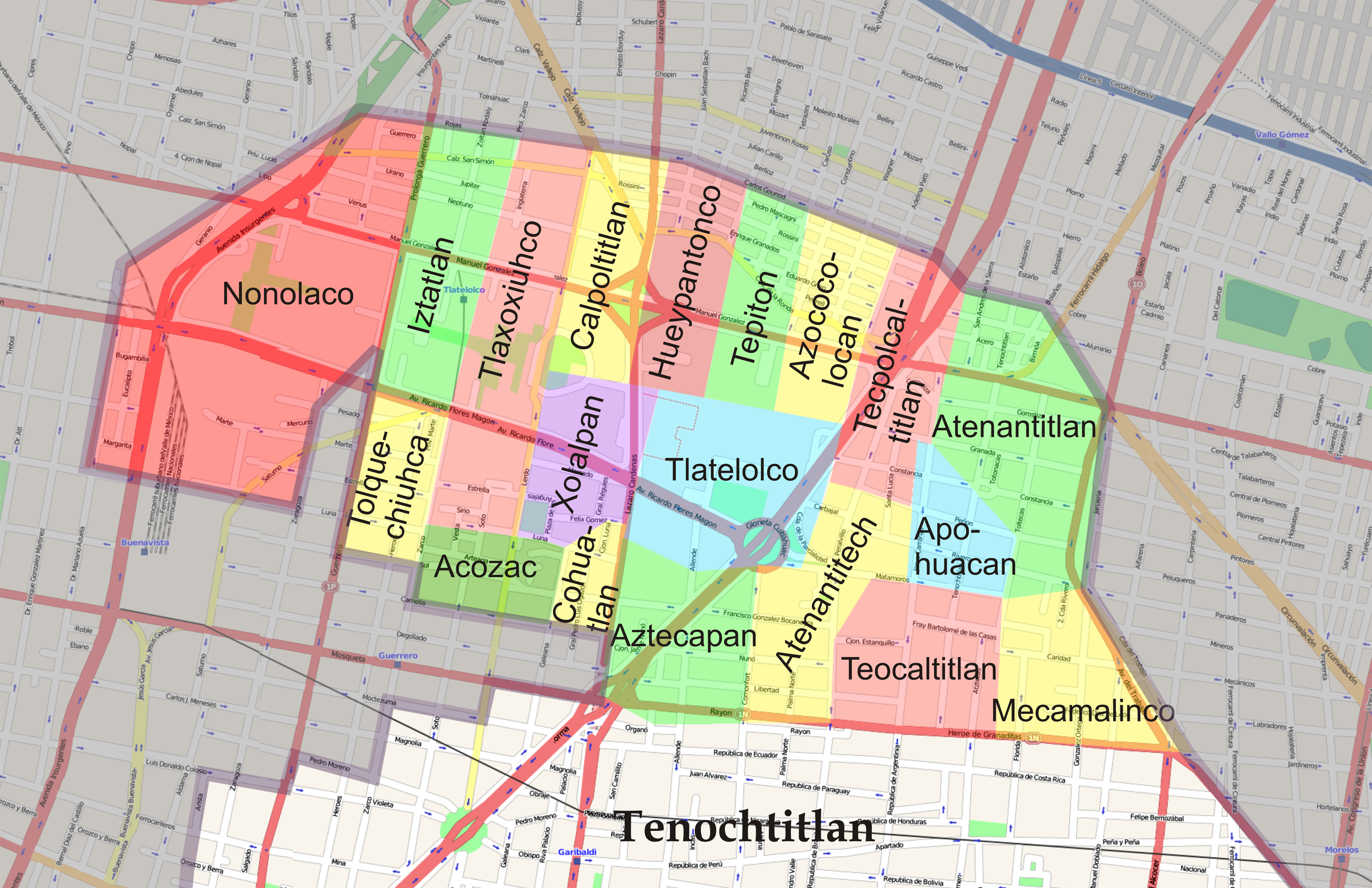
Quartieri della Tlatelolco pre-coloniale su una mappa moderna

Nel 1337, tredici anni dopo la fondazione di Tenochtitlan, i Tlatelolca si autodichiararono indipendenti dai Tenochca, nominando il loro primo tlatoani (regnante). Sotto al governo di re Cuacuauhpitzahuac (1376–1417), furono costruiti i primi due livelli della piramide principale di Tlatelolco. Sotto a Tlacateotl i Tlatelolca aiutarono i Tenochca nella guerra contro i Tepanechi. Poco dopo scoppiò la prima guerra tra Tenochca e Tlatelolca. Anche durante il regno di Tlacateotl si lavorò alla piramide, costruendo il terzo livello. Con Cuauhtlatoa (1427–1467) i Tlatelolca conquistarono la città-stato di Ahuilizapan (oggi Orizaba, nello stato di Veracruz), e combatterono i Chalco facendosi aiutare dai Tenochca. Il quarto e quinto livello della piramide furono eretti in questo periodo. Moquihuix costruì il sesto livello, ma nel 1473 fu sconfitto dal tlatoani Tenochca Axayacatl, e Tlatelolco fu soggiogata a Tenochtitlan. Itzcuauhtzin governò Tlatelolco in un periodo in cui era quasi totalmente sottoposta a Tenochtitlan. 
Invano Tzilacatzin si oppose alla conquista spagnola, dopo la quale nel 1521, Tlatelolco divenne un comune della Nuova Spagna, e fu rinominata Santiago Tlatelolco. Tlatelolco rimase un importante centro, in parte a causa della fondazione in città del Colegio de Santa Cruz de Tlatelolco, prima scuola di alto livello nelle Americhe. Oggi le sue rovine sono state inglobate nell'area metropolitana di Città del Messico.